# اقتصاد المغرب
اقتصاد المغرب هو مجموع السياسات والعوامل الداخلية والخارجية، المرحلية والهيكلية التي تحدد الواقع الاقتصادي للمغرب في الوقت المعاصر. ويعتبر المغرب بلداً نامياً ذو اقتصاد يميل نحو اقتصاد السوق، مع دور قوي للسلطات العمومية في الاستثمار وتوجيه السياسات الإقتصادية.
اقتصاد المغرب هو الخامس في أفريقيا بعد مصر، نيجيريا، الجزائر وجنوب أفريقيا بناتج محلي إجمالي يقدر بـ 157 مليار دولار (225.14 مليار باعتبار تعادل القدرة الشرائية) أي بمعدل 3.998 دولار للفرد.
منذ نهاية تسعينات القرن العشرين، ظلت السمة الأساسية لاقتصاد المغرب هي الإستقرار الماكرو اقتصادي ونسب التضخم المنخفضة بوتيرة نسب نمو متوسطة.
الاقتصاد المغربي هو خدماتي بامتياز، حيث مثّلت القيمة المضافة الخدماتية 54.9% من الناتج الإجمالي لسنة 2013. رغم تشغيل القطاع الفلاحي لـ 40% من الساكنة النشيطة، إلا أن القطاع الأولي لا يساهم إلا ب 16.6% من الناتج المحلي الإجمالي، وتشكل الحبوب والخضر والفواكه ومنتجات الصيد البحري (الموجهة في جزء كبير منها إلى التصدير) أهم المساهمين الأوليين. أما القطاع الثانوي، فيساهم ب 28.5% من الناتج، بفضل قطاعات الإستخلاص المنجمي و الصناعة والأشغال العمومية.
للاقتصاد المغربي نقاط قوة تتمثل في غنى البلاد بالموارد الطبيعية والفلاحية، إضافة إلى جاذبيتها السياحية. يستفيد المغرب أيضا من موقعه الجغرافي التفضيلي إزاء الأسواق الأوروبية. في العقدين الأخيرين، وبفضل إصلاحات سياسية ومؤسساتية عميقة، انفتح قطاع النسيج خصوصا على مستوى الماكرو الاقتصادي والتحفيزي الإقتصادي على مجموعة من المهن ذات الإنتاجية العالية، كالإلكترونيك، ترحيل الخدمات، الكيمياء وصناعة السيارات، وصناعات الطيران. هذان القطاعان، شكّلا في 2013، خمس (21%) الصادرات المغربية.
رغم ذلك، لا يزال يعاني اقتصاد المغرب من معيقات هيكلية، أبرزها ثقل الأعباء الطاقية والمديونية العمومية (63.5% إلى الناتج الداخلي الإجمالي في 2013). وارتهان بعض القطاعات الوازنة لتقلبات ظرفية (مناخية أو خارجية) كالفلاحة والسياحة والفوسفاط، ناهيك عن تناقص إنتاجية وتنافسية بعض القطاعات الكلاسيكية (كالنسيج مثلا). تنضاف إلى هذه النقائص، استمرار وجود مشاكل هيكلية عميقة كالتفاوتات الاجتماعية والجهوية، إضافة إلى اتساع رقعة الفقر والهشاشة والبطالة، والظواهر البنيوية المثبطة لمناخ الأعمال كالفساد واقتصاد الريع.
لتدارك العجز المزمن في الميزان التجاري (195.23 مليار درهم في 2013) وتسريع وتيرة النمو، أطلقت الحكومات المغربية خلال العقدين الأخيرين، مجموعة من مشاريع البنيات التحتية والبرامج القطاعية، كمخطط إقلاع (الصناعة)، المغرب الأخضر (الفلاحة)، المخطط الأزرق (السياحة)، مغرب تصدير ومغرب لوجيستيك. بالموازاة مع ذلك، وقع المغرب على مجموعة من اتفاقيات التبادل الحر مع الولايات المتحدة والاتحاد الأوروبي وتركيا ومصر والأردن وتونس ودول الاتحاد الاقتصادي والنقدي لغرب أفريقيا.
أشاد البنك الدولي بما سماها "مرونة" الاقتصاد المغربي في مواجهة العديد من التحديات الكبيرة، مشيرا إلى أنه على الرغم من العقبات المختلفة، تمكن الاقتصاد من التسارع مع زيادة الناتج الحقيقي في عام 2023.
وكان هذا النمو مدفوعا بانتعاش السياحة وأداء قوي في قطاعات التصنيع الموجهة للتصدير مثل السيارات والطيران، وانتعاش الاستهلاك الخاص.
وأضاف البنك في بيان نشره على موقعه الإلكتروني أنه "رغم العقبات المختلفة، منها تباطؤ الاقتصاد العالمي وصدمة التضخم وزلزال الحوز، فإن الاقتصاد المغربي أظهر قدرة على الصمود وتسارعت وتيرته، حيث ارتفع الناتج الحقيقي بنسبة 3.4% عام 2023".
وبحسب البيان، فقد أسهمت في هذا التسارع الاقتصادي سياسات الاقتصاد الكلي الداعمة، منها توسيع القطاع العام وإستراتيجيات ضبط أوضاع المالية العامة، كما شهد المغرب -وفق البيان- زيادة كبيرة في الاستثمار الأجنبي المباشر، مما يوفر فرصا تنموية كبيرة. 

## تاريخ

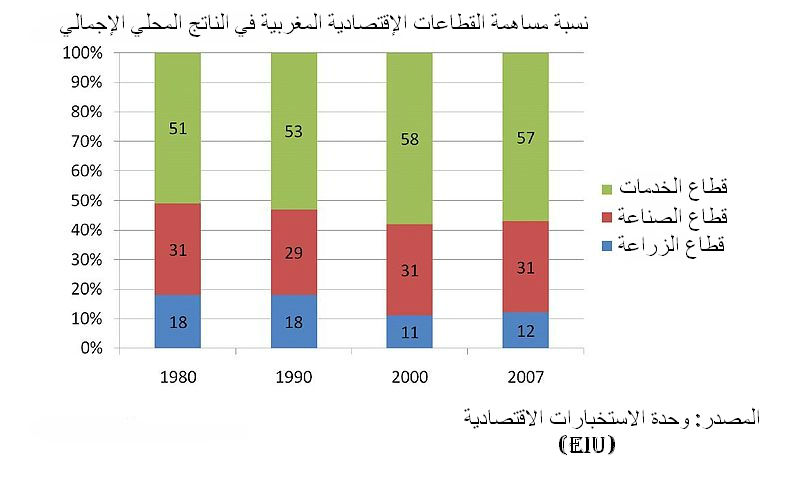
الناتج المحلي الإجمالي بين سنوات 1980-2007 حسب القطاع: الخدمات، الصناعة، والفلاحة.

مرّ الاقتصاد المغربي، منذ استقلاله، عبر ثلاث مراحل رئيسية، داخلت فيها مجموعة من المؤثرات الخارجية والإكراهات السياسية والاجتماعية. المرحلة الأولى امتدت من الاستقلال إلى بداية الثمانينات، وتميزت بسياسة اقتصادية هجينة، تداخل فيها الاختيار الليبرالي مع الاقتصاد الموجّه. انتهت المرحلة بوضعية اقتصادية واجتماعية وسياسية صعبة، أرغمت المغرب على الدخول في مسلسل التقويم الهيكلي، في مرحلة استمرت إلى نهاية التسعينات، واتسمت بتغليب أولوية التوازنات الماكرو اقتصادية والنزعة الليبرالية في السياسات الاقتصادية.

### من الاستقلال إلى الثمانينات
اتسمت المرحلة بين 1956 و1982 بنموذج اقتصادي مختلط، تداخلت فيه النزعة الليبرالية مع التوجيه الاقتصادي (سياسة المخططات الخماسية)، إضافة إلى سياسة تجارية حمائية، وتدخل وازن للسلطات الحكومية في السياسات الاقتصادية والاجتماعية. كانت أولى الأوراش الاقتصادية للحكومات المغربية الأولى (حكومات البكايو عبد الله إبراهيم)، تخص إرساء الاستقلالية الاقتصادية، لدولة خارجة للتو من الاستعمار، وذلك عبر إصدار العملة الوطنية، وخلق مؤسسات الوصاية والتوجيه الاقتصادي، وإرساء نظام بنكي عصري.

### 1983–2000
أهم المميزات الاقتصادية لهذه المرحلة كانت تطبيق توصيات سياسة التقويم الهيكلي، وخصوصا استقرار المؤشرات الماكرو اقتصادية وتطهير المالية العمومية، إضافة إلى رفع الدولة ليدها على مجموعة من القطاعات الاقتصادية عبر الخوصصة وتحرير الأسواق. و تسارع هذا منذ 1993 بفتح الاقتصاد المغربي على الأسواق الدولية عبر إطلاق سياسة اتفاقيات التبادل الحر وعصرنة الأسواق.

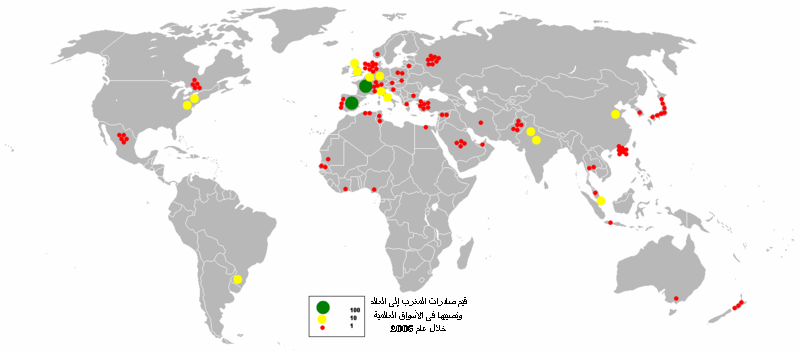
قيم صادرات المغرب إلى العالم في عام 2006.

### 2000–الآن
قامت الحكومات المغربية بالتوقيع على عدة اتفاقيات للتبادل الحر مع عدة دول كالولايات المتحدة والاتحاد الأوروبي وتركيا ومصر والأردن وتونس والإمارات العربية المتحدة، مما يؤهل المغرب لجلب استثمارات للتصدير للأسواق الأجنبية، ويساعده على ذلك موقعه الإستراتيجي. ومنذ عام 1993 اتبعت الحكومة المغربية سياسة تخصيص بعض القطاعات العامة لتزيد من فعاليتها ولتزيل قسما من العبء الذي تحمله.

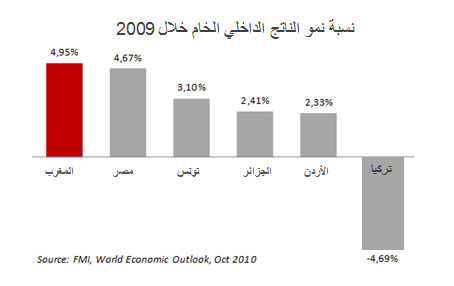
الناتج الداخلي الخام للمغرب سنة 2009

 قدر الناتج الداخلي الخام في المغرب بحوالي 61.3 مليار دولار أمريكي سنة 2006، أي بمعدل 2000 دولارا للفرد. أما الناتج القومي الخام فيقدر بحوالي 162 مليار دولار أي بمعدل 5,249 دولار للفرد. تبلغ المبادلات التجارية مع أوروبا 68.5%، آسيا 17.1%، أمريكا 7.9%، أفريقيا 6.2%، وفقا لاحصائيات سنة 2007.

## المؤشرات الماكرو- اقتصادية
اعتمد المغرب خلال العقد الأخير مجموعة من السياسات الماكرو-اقتصادية الحذرة مكنته من مواجهة الأزمات المالية الأخيرة. غير أن صندوق النقد الدولي نبّه في تقرير أصدره إثر مشاورات 2011 مع المسؤولين المغاربة إلى أنه من أجل تحقيق معدلات نمو مرتفعة ودائمة على المدى المتوسط يتعين على السلطات القضائية اعتماد اجراءات صارمة لإعادة توجيه سياسة الميزانية، ومضاعفة الجهود تعزيز وتحسين مناخ الأعمال. وأكد التقرير أنه، بفضل تلك السياسات الحذرة التي انتهجها المغرب والإصلاحات السياسية، استفاد المغرب من هوامش مناورة كافية لمواجهة الأزمة الدولية لسنة 2009 واستجابةً لمطالب الحركات الاجتماعية التي شملت العديد من بلدان منطقة الشرق الأوسط وشمال أفريقيا منذ بداية سنة 2011، مضيفا أنه في هذا المناخ الصعب تمكن المغرب من تسجيل أداء اقتصادي جيد وتحسّن في المؤشرات الاجتماعية.

### بيانات المحاسبة الوطنية
| الموارد (مليار درهم)             | 2011    | 2012    | 2013    |  | الاستعمالات (مليار درهم)      | 2011    | 2012    | 2013    |
| ناتج داخلي إجمالي                | 802.607 | 827.497 | 872.791 |  | الاستهلاك النهائي الوطني      | 619.27  | 654.773 | 689.954 |
| القيمة المضافة بالأثمان المرجعية | 742.419 | 767.730 | 799.405 |  | استهلاك الأسر                 | 472.938 | 495.655 | 524.395 |
| الضرائب صافية من الدعم           | 60.188  | 59.767  | 73.386  |  | استهلاك الإدارات العمومية (1) | 146.332 | 159.118 | 165.559 |
| -                                | -       | -       | -       |  | تكوين إجمالي للرأسمال الثابت  | 246.394 | 258.859 | 263.272 |
| -                                | -       | -       | -       |  | تغيير المخزون                 | --      | 33.00   | 34.89   |
| الواردات                         | 390.755 | 416.311 | 408.998 |  | الصادرات                      | 285.530 | 297.170 | 293.670 |

المصدر: الحسابات الوطنية لسنة 2013 - المندوبية السامية للتخطيط.

### نمو الناتج الداخلي الإجمالي
منذ استقلاله، حقق الاقتصاد المغربي نسب نمو إيجابية لناتجه الداخلي؛ فقد نما الناتج الداخلي للفرد بنسبة 47% في الستينات و 274% في السبعينات، قبل أن يتباطأ إلى 8,2% في الثمانينات و 8,9% في التسعينات. منذ 2004، تباينت نسبة نمو الاقتصاد المغربي بين نسب 2.7% و 7.8%، وهي نسب جيدة، مقارنة مع إكراهات الظرفية الاقتصادية المغربية، إلا أنها تبقى جد متوسطة، إذا ما قورنت بالنسبة المرجعية 10%، التي تشكل عتبة سرعة النمو الضرورية لامتصاص التفاوتات الاجتماعية و البطالة والضغط الديمغرافي.
أهم عامل محدد للنمو الاقتصاد المغربي كان دائما هو القطاع الفلاحي، فأحسن نسب النمو المحققة، كانت خلال سنوات فلاحية جيدة (على سبيل المثال: 7.8% في 2006 و 6.5% في 2008). ثاني عامل مؤثر هو الظرفية الاقتصادية والجيوسياسية الخارجية، فمثلا، تؤثر الظرفية الاقتصادية لدول منطقة اليورو بشكل مباشر على الصادرات المغربية والاستثمارات الخارجية وتحويلات المهاجرين المغاربة والنشاط السياحي، وهو ما أدى إلى تباطؤ الاقتصاد المغربي إلى 2.7% سنة 2012، على سبيل المثال. العامل الثالث هو تقلب الأسعار الدولية لمنتجات التصدير الأساسية، كالفوسفاط، والذي يتأثر بعدم انتظام الطلب الدولي على الفوسفاط و الأسمدة، وهو ما تجسد في سنتي 2012 و 2013، حيث تراجعت القيمة المضافة لقطاع المعادن على التوالي ب 2.4 و 2.9 بالمئة.
| القطاع                                   | 2009  | 2010  | 2011 | 2012 | 2013 |
| ---------------------------------------- | ----- | ----- | ---- | ---- | ---- |
| القطاع الأولي                            | 28.9  | -2.3  | 5.1  | -7.2 | 18.7 |
| الفلاحة                                  | 30.4  | -1.9  | 5.6  | -8.9 | 19   |
| الصيد البحري                             | 12.2  | -9.5  | -1.5 | 13.7 | 15.7 |
| القطاع الثانوي                           | -4.7  | 6.5   | 4.0  | 1.4  | 0.3  |
| الصناعة الاستخراجية                      | -23.8 | 38.6  | 5.9  | -2.4 | -2.9 |
| الصناعة (باستثناء تكرير النفط)           | 0.9   | 3.1   | 2.3  | 1.5  | 0.8  |
| تكرير النفط ومنتجات طاقية أخرى           | -70.7 | -21.5 | 28.5 | -1.8 | 4    |
| الكهرباء والماء                          | 3.5   | 7.1   | 6.0  | 6.9  | 0.4  |
| البناء والأشغال العمومية                 | 3.4   | 2.6   | 4.2  | 2.1  | 1.4  |
| القطاع الثالثي                           | 3.6   | 3.3   | 6.0  | 5.9  | 2.7  |
| التجارة                                  | 3.5   | -0.4  | 4.7  | 2.3  | 1.1  |
| الفنادق والمطاعم                         | -1.2  | 8.1   | -2.0 | 2.5  | 4.6  |
| النقل                                    | 2.9   | 7.2   | 5.9  | 3.7  | 2.2  |
| البريد والاتصالات                        | 2.8   | 4.4   | 19.0 | 25.6 | 2.8  |
| الأنشطة المالية والتأمينات               | 1.1   | 0.5   | 7.6  | 4.9  | -0.2 |
| الخدمات المقدمة للشركات والخدمات الشخصية | 1.9   | 2.6   | 4.4  | 5.3  | 1.7  |
| الإدارة العمومية والضمان الاجتماعي       | 9.3   | 2.9   | 5.8  | 6.7  | 3.4  |
| التعليم والصحة والأعمال الاجتماعية       | 3.2   | 4.8   | 8.4  | 4.9  | 3.8  |
| خدمات غير مالية أخرى                     | 2.3   | 1.1   | 1.0  | 1.1  | 2.1  |
| فرع افتراضي                              | 1.5   | -2.2  | 8.3  | 2.5  | -1.9 |
| الناتج الداخلي الإجمالي                  | 4.8   | 3.6   | 5.0  | 2.7  | 4.4  |

تطور القيم المضافة بالقيم الحقيقية (%) - المصدر: المندوبية السامية للتخطيط.

### التجارة الخارجية
تشكل الواردات حوالي ضعف الصادرات وتشمل هذه الأخيرة في معظمها المنتجات المصنعة و المعادن والمنتجات الزراعية. وقد عرفت الصادرات عام 2003 انخفاضا بنسبة 3,6%، غير أنها تبقى مرتكزة على المنتجات التي تلاقي منافسة شديدة كالملابس الجاهزة. أما في المقابل بقيت صادرات الفوسفاط ومشتقاته ثابتة، إذ بلغت 15% من مجموع الصادرات عام 2003 مقابل 14,8% سنة 2002.
وتتكون الواردات أساسا من المواد الطاقية ومواد التجهيز والمواد الاستهلاكية. وقد عرفت الواردات سنة 2003 ارتفاعا قدره 4% بسبب استيراد مواد التجهيز والمواد الاستهلاكية. وبالمقابل شهدت واردات المغرب من المواد الغذائية انخفاضا نتيجة تراجع التزويد بالحبوب لا سيما القمح والشعير وكذا السكر.
أما الصادرات المغربية فقد عرفت ركودا خلال سنة 2003 في حين سجلت الواردات ارتفاعا بنسبة 9% مما أدى إلى عجز نسبته 52% أي 33% من العجز الشامل.
وقد عرف التراجع أساسا صادرات المغرب داخل الاتحاد الأوربي باتجاه كل من إيطاليا (9%) و بريطانيا العظمى (8%) و ألمانيا (4%) بينما حققت مبيعاته انتعاشا باتجاه كل من إسبانيا (16%) و هولندا (14%) و فرنسا (7%). ومن جهة أخرى سجّلت مبيعات المغرب للولايات المتحدة والهند انخفاضا يصل إلى 12% و 13 في المائة.
ومن بين مزودي المغرب الأساسيين نجد أن روسيا حققت أكبر نمو قدره 76%، متبوعة بإيطاليا (+34%) و الولايات المتحدة (+24%) و الصين (+23%) و ألمانيا (+9%) و إسبانيا (+15%) ثم فرنسا (+14%) بينما سجلت وارداته انخفاضا من كل من المملكة العربية السعودية(10%) و بريطانيا العظمى 11 في المائة.
توجد أهم المطارات بالدار البيضاء والرباط وفاس وأكادير ومراكش وطنجة و الناظور و العيون. وتوجد أهم الموانئ بالدار البيضاء و المحمدية وطنجة و الداخلة .

### المالية العمومية

شعار المديرية العامة للضرائب

تعتبر إدارة المالية العمومية إحدى المهام الرئيسية لوزارة الاقتصاد والمالية، فهي تسهر على إعداد القانون المالي ومتابعة تطبيقه وتنفيذه الفعلي، وعلى إرساء السياسات الضريبية والجمركية ومتابعة تطبيقها، كما تسهر على تحصيل الإيرادات ودفع النفقات العمومية.

### العملة
الدرهم هو الوحدة الأساسية لعملة المغرب، ويتكون الدرهم من 100 سنتيم (بمعنى جزء من المائة) صادرة عن بنك المغرب. الدرهم مغربي هو النقد المستخدم في المغرب. منذ اعتلاء الملك محمد الخامس العرش وقد دشّن دار السكة في الرباط كان المغرب يتعامل بالفرنك أثناء الاحتلال الفرنسي للمغرب.
| أوراق الدرهم النقدية            | أوراق الدرهم النقدية            | أوراق الدرهم النقدية            | أوراق الدرهم النقدية            | أوراق الدرهم النقدية            | أوراق الدرهم النقدية                    | أوراق الدرهم النقدية            | أوراق الدرهم النقدية            |         |                 |
| إصدارات 1987 (تتضمن تغيير 1991) | إصدارات 1987 (تتضمن تغيير 1991) | إصدارات 1987 (تتضمن تغيير 1991) | إصدارات 1987 (تتضمن تغيير 1991) | إصدارات 1987 (تتضمن تغيير 1991) | إصدارات 1987 (تتضمن تغيير 1991)         | إصدارات 1987 (تتضمن تغيير 1991) | إصدارات 1987 (تتضمن تغيير 1991) |         |                 |
| القيمة                          | المقاييس                        | وجه الورقة                      | ظهر الورقة                      | اللون الرئيسي                   | الوصف                                   | الوصف                           | الوصف                           | تاريخ   | تاريخ           |
| القيمة                          | المقاييس                        | وجه الورقة                      | ظهر الورقة                      | اللون الرئيسي                   | وجه الورقة                              | ظهر الورقة                      | الشفرة المائية                  | الطباعة | الاستعمال       |
| ------------------------------- | ------------------------------- | ------------------------------- | ------------------------------- | ------------------------------- | --------------------------------------- | ------------------------------- | ------------------------------- | ------- | --------------- |
| 10 دراهم                        | 143 × 70 مليمتر                 |                                 |                                 | أصفر ووردي (1987) بنفسجي (1991) | الحسن الثاني                            | عود مغربي                       | الحسن الثاني                    | 1987    | 1987/حوالي 1991 |
| 50 درهما                        | 148 × 70 مليمتر                 |                                 |                                 | أخضر                            | الحسن الثاني                            | مشهد من عروض التبوريدة          | الحسن الثاني                    | 1987    | 1987/حوالي 1991 |
| 100 درهم                        | 153 × 75 مليمتر                 |                                 |                                 | بني                             | الحسن الثاني                            | المسيرة الخضراء                 | الحسن الثاني                    | 1987    | 1987/حوالي 1991 |
| 200 درهم                        | 158 × 75 مليمتر                 |                                 |                                 | أزرق                            | الحسن الثاني                            | حيوانات البحر                   | الحسن الثاني                    | 1987    | حوالي 1991      |
| إصدارات 1996                    |                                 |                                 |                                 |                                 |                                         |                                 |                                 |         |                 |
| 20 درهما                        | 130 × 68 مليمتر                 |                                 |                                 | Brown-reddish                   | الحسن الثاني                            | حائط نافورة مسجد الحسن الثاني   | الحسن الثاني                    | 1996    | 1996            |
| إصدارات 2002                    |                                 |                                 |                                 |                                 |                                         |                                 |                                 |         |                 |
| 20 درهما                        | 140 × 70 مليمتر                 |                                 |                                 | بنفسجي                          | محمد السادس                             | قصبة الوداية                    | محمد السادس و"20"               | 2005    | 2005            |
| 50 درهما                        | 147 × 70 مليمتر                 |                                 |                                 | أخضر                            | محمد السادس                             | A clay-made building (القصور)   | محمد السادس و"50"               | 2002    | 2002            |
| 100 درهم                        | 150 × 78 مليمتر                 |                                 |                                 | بني                             | الحسن الثاني و محمد السادس ومحمد الخامس | المسيرة الخضراء                 | محمد السادس و"100"              | 2002    | 2002            |
| 200 درهم                        | 158 × 78 مليمتر                 |                                 |                                 | أزرق                            | الحسن الثاني و محمد السادس              | أحد نوافذ مسجد الحسن الثاني     | محمد السادس و"200"              | 2002    | 2002            |

## القطاعات الاقتصادية

### القطاع الأولي

#### الفلاحة

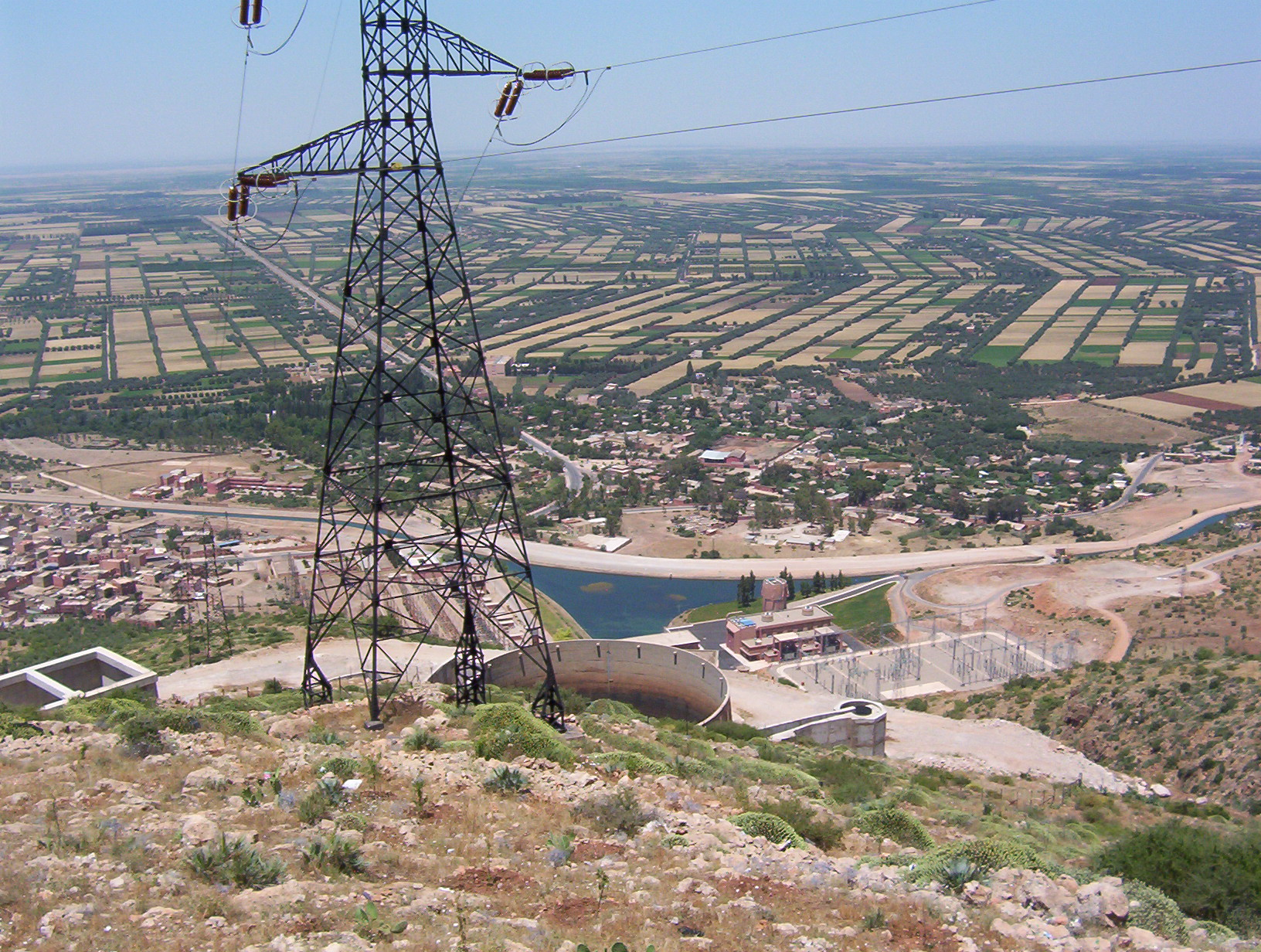
في أفورار، أزيلال.

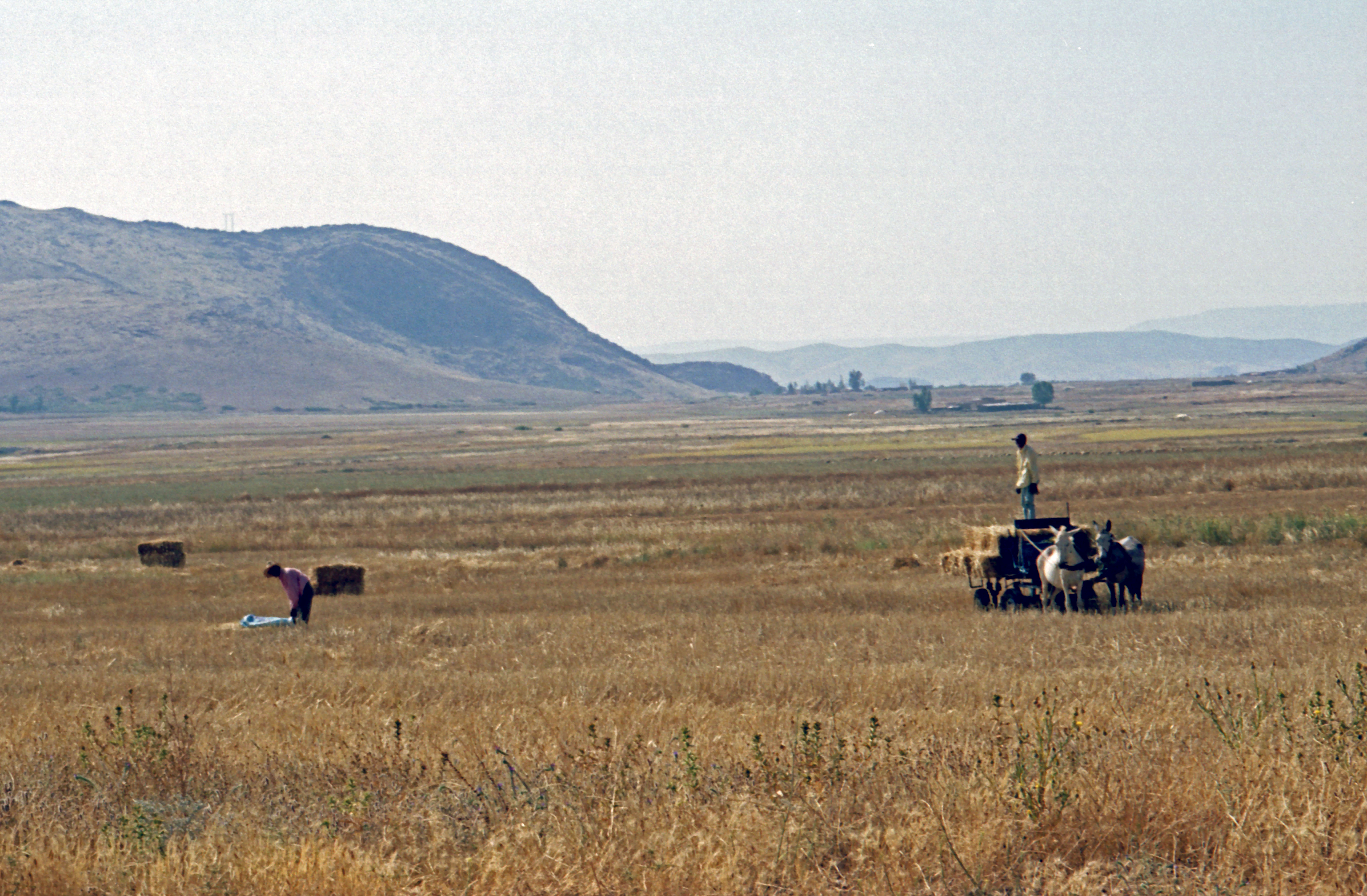
حصاد بالوسائل التقليدية

تؤدي الزراعة دورًا مهما في اقتصاد المغرب، بالرغم من زيادة أهمية المعادن ونمو النشاط الصناعي والاستثمار الأجنبي. تبلغ مساحة المغرب حوالي 71 مليون هكتار، وتعتبر مليون هكتار من هذه المساحة صالحة للفلاحة. ويستوعب النشاط الزراعي حوالي 34% من مجموع القوى العاملة في المغرب، كما تشكل جانبًا مهمًا من الصادرات، وأهم المحاصيل الزراعية بالمغرب الحبوب، خاصة القمح والشعير والذرة والشمندر السكري والحمضيات والبطاطس والطماطم والزيتون و الفاصولياء و البازلاء. ويساعد على نمو الزراعة بالمغرب السهول الخصبة والسفوح الممطرة، ولذلك يتنوع الإنتاج الزراعي في البلاد منذ قديم الزمان.
والزراعة في المغرب نوعان تقليدية وحديثة. وتشغل الزراعة الحديثة 20% من جملة المساحة المزروعة، بينما تستوعب الزراعة التقليدية 80% من الأراضي المزروعة (4 ملايين هكتار) ويعمل بها 90% من جملة السكان المشتغلين بالزراعة، وتوزع على حوالي مليون مزرعة. وتزرع الحبوب، وفي مقدمتها القمح، الذي يزرع في السهول الشمالية للمغرب الأطلسية، وخاصة في إقليمي غرب والشاوية، ويزيد الإنتاج في هذه الأقاليم على مليون طن سنويًا، ثم الشعير غذاء سكان الريف، ويزرع معظمه في الجزء الجاف الذي يقع شرقي جبال الأطلس، إلى جانب البقول والزيتون، وأهم مناطق زراعتها سهول سايس والحوز.

#### تربية الماشية
يتوفر قطاع تربية المواشي على مؤهلات أكيدة تمكنه من احتلال. وبجدارة. المرتبة الأولى من حيث رقم معاملات الفلاحة بالمغرب.
على الرغم من مختلف التحديات المرتبطة بالأساس بالتغيرات المناخية. وارتفاع أسعار الأعلاف. وصعوبة إدخال التكنولوجيات الحديثة على القطاع، يحتل القطاع مرتبة مهمة. وتحتل تربية المواشي موقعا أساسيا ضمن القطاعات الرئيسية للفلاحة برقم معاملات يصل إلى حوالي 35 مليار درهم سنويا. وهو ما يمثل أزيد من 44 بالمائة من رقم معاملات القطاع الفلاحي.

#### الصيد البحري
يتميز المغرب بتنوع كبير في موارده البحرية الحية، بفضل امتداده على طول 3500 كلم من السواحل، حيث يتوفر على ما يقرب من 500 نوعا منها 60 نوعا في طور الاستغلال. التي تتركز بشكل أساسي في وسط وجنوب المحيط الأطلسي، وتشكل الأسماك السطحية الصغيرة أساس هذه الموارد. وتساهم صناعة صيد الأسماك في اقتصاد المغرب، كما تساهم في توفير آلاف مناصب الشغل.
وحسب احصاءات منظمة الأغذية والزراعة سنة 2014 فإن المغرب حلّ المرتبة 18 عالمياً والأول عربيا بإنتاجه 4% أي مليون طن من الأسماك. ويسعى المغرب إلى الرفع من مستوى الاستهلاك المحلي للأسماك، وذلك عبر تحسين الجودة، ورفع العرض وضمان فعالية شبكات التوزيع بكافة أنحاء البلاد.

### القطاع الثانوي

#### الاستخلاص المنجمي
يتوفر المغرب على موارد معدنية هامة. فهو ثاني منتج للفوسفاط في العالم وأول مصدر له ويتوفر على ثلاثة أرباع الاحتياطي العالمي وتقدر نسبة اليورانيوم الممكن استخراجها من الفوسفاط المغربي بستة ملايين طن وهو ما يعادل ضعف المخزون العالمي المكتشف حاليا. كما يضم مخزونا من الحديد والمعادن الأخرى من قبيل الباريت والرصاص والمنغنيز والكوبالت والنحاس والزنك و الأنتيمون و الفليور والفضة والذهب. وبالمقابل فإن مصادر الطاقة محدودة جدا، حيث إن إنتاج البلاد من الأنتراسيت والغاز الطبيعي يغطي أقل من 20% من الاحتياجات، ما يضطر المغرب إلى الاستيراد. بيد أن اكتشاف الغاز الطبيعي والبترول قرب الصويرة يبعث على الأمل.

#### الصناعة

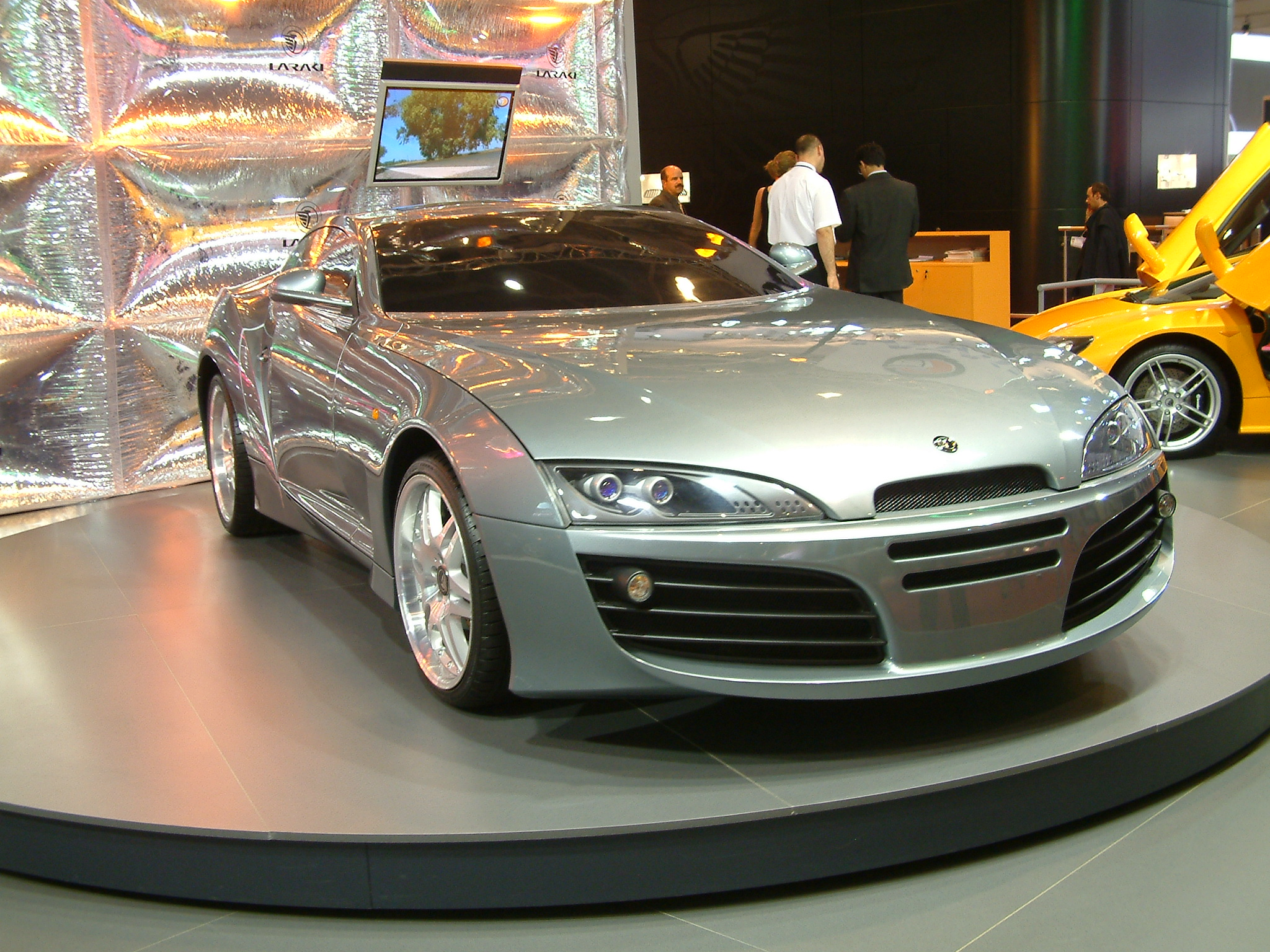
سيارة البراق المغربية في معرض جنيف

يساهم القطاع الصناعي بحوالي 35% من الناتج الداخلي الخام وتعتبر الصناعات المغربية متطورة ومتنوعة وذات سمعة طيبة حيث إنه يتوفر على صناعات:
- غذائية.
- كيميائية: أحسن صانعة كيميائية في إفريقيا بعد جنوب إفريقيا، ويعتبر المغرب أول منتج للحامض الفوسفوري ب 46% من الإنتاج العالمي.
- صيدلية: تغطي 90% من الطلب الداخلي ويصدر أيضا إلى العديد من الدول الأفريقية والأوروبية ويستورد باقي حاجاته من الخارج خصوصا من فرنسا.
- بيتروكيمائية: حيث تعتبر مصفاة سيدي قاسم ومصفاة المحمدية من الأكبر على الصعيد الأفريقي.
- النسيج: حيث يعتبر المغرب من أول المصدرين للنسيج نحو الاتحاد الأوروبي.
- صناعة السيارات: المغرب جاء في الرتبة الأولى عربيا، والثانية إفريقيا، والثامنة والعشرين عالميا من حيث إنتاج السيارات بإنتاج بلغ 345,106 سيارة ومركبة.[28][29]
- الطائرات: (الحربية والسلمية) وتركيب السفن(الحربية والسلمية) وصناعة الاسمنت وذلك بفضل التطور السريع في ميدان التعمير والإسكان بمشروعات ضخمة،
- صناعات أخرى كالميكانيكية والإلكترونية وذات تكنولوجيا عالية حيث إن العديد من الشركات الأوروبية (خاصة الفرنسية والإسبانية والإنجليزية) قامت بتحويل أنشطتها إلى المملكة وذلك بفضل التسهيلات المتاحة واليد العاملة المؤهلة والرخيصة وإتقان المغاربة للغات و موقع المغرب الاستراتيجي.

ومن المنتظر ان يتضاعف الإنتاج الصناعي سنة 2012 بفضل تهافت المستثمرين وارتفاع الطلب على الصناعات المغربية لجودتها وثمنها المعقول.

#### الطاقة
تعد مصادر الطاقة في المغرب محدودة حيث أن إنتاج البلاد من الأنتراسيت والغاز الطبيعي يغطي أقل 5% من الاحتياجات، ما يضطر المغرب إلى الاستيراد. بيد أن اكتشاف الغاز الطبيعي والنفط في مناطق مختلفة، رغم تواضع الكمية، يبعث الأمل.
ويأمل المغرب من خلال مشروع هام للطاقة الشمسية خفض اعتماده على مصادر الطاقة الأجنبية وحماية البيئة.
المشروع تبلغ كلفته 9 مليارات دولار له طاقة تبلغ 2000 ميغاوات بحلول 2020 ويرجى منها خفض اعتمادية المملكة على واردات الكهرباء والنفط والغاز التي شكلت 96 في المائة من الطاقة المغربية سنة 2007.

##### البترول
تبلغ واردات النفط 7,9 مليارات دولار أي أنها تساهم بنسبة 40,9% من العجز. وتنجم خطورة فاتورة النفط من ضخامتها قياساً بالمالية الخارجية. فقد انتقلت مقارنة بالواردات الكلية للدولة من 19% عام 2002 إلى 26% عام 2010. كما تظهر خطورة الفاتورة النفطية عند مقارنتها بحصيلة الصادرات الفوسفاتية بكافة أنواعها. ففي عام 1976 كانت حصيلة هذه الصادرات تعادل 208% من الواردات النفطية. أي كانت حصيلة سنة واحدة من الفوسفات تمول واردات نفطية لمدة سنتين. وبمرور السنوات تدهورت هذه العلاقة حيث هبطت إيرادات الفوسفات وارتفعت واردات النفط. ففي عام 1997 أصبحت حصيلة الفوسفات لا تغطي سوى 83% من الواردات النفطية. وفي عام 2010 انخفضت النسبة إلى 29%. أي باتت حصيلة سنة واحدة من الفوسفات تمول واردات نفطية لمدة ثلاثة أشهر فقط. وهكذا ارتفع العجز التجاري الذي أدى إلى تفاقم المديونية الخارجية للدولة وبالتالي إلى تقليص قدرتها المالية. وأصبح من اللازم استغلال الصخور النفطية ليتحول المغرب من مستورد إلى مصدر للنفط. عندئذ يمكن معالجة العجز التجاري وتفادي آثاره السلبية.

#### قطاع الخدمات
| مبيتات وملوء مآوي مدن مغربية (إحصاءات يناير 2009) | مبيتات وملوء مآوي مدن مغربية (إحصاءات يناير 2009) | مبيتات وملوء مآوي مدن مغربية (إحصاءات يناير 2009) | مبيتات وملوء مآوي مدن مغربية (إحصاءات يناير 2009) | مبيتات وملوء مآوي مدن مغربية (إحصاءات يناير 2009) |
| ------------------------------------------------- | ------------------------------------------------- | ------------------------------------------------- | ------------------------------------------------- | ------------------------------------------------- |
| مدينة                                             |                                                   |                                                   | تباين                                             | ملء                                               |
| ورزازات                                           | 01۔ 2008                                          |                                                   | 17%                                               | 12%-                                              |
| ورزازات                                           | 01۔ 2009                                          |                                                   | 15%                                               | 12%-                                              |
| الرباط                                            | 01۔ 2008                                          |                                                   | 48%                                               | 12%-                                              |
| الرباط                                            | 01۔ 2009                                          |                                                   | 47%                                               | 12%-                                              |
| طنجة                                              | 01۔ 2008                                          |                                                   | 43%                                               | 5%-                                               |
| طنجة                                              | 01۔ 2009                                          |                                                   | 46%                                               | 5%-                                               |
| الدار البيضاء                                     | 01۔ 2008                                          |                                                   | 45%                                               | 5%-                                               |
| الدار البيضاء                                     | 01۔ 2009                                          |                                                   | 44%                                               | 5%-                                               |
| مراكش                                             | 01۔ 2008                                          |                                                   | 50%                                               | 5%-                                               |
| مراكش                                             | 01۔ 2009                                          |                                                   | 37%                                               | 5%-                                               |
| أكادير                                            | 01۔ 2008                                          |                                                   | 49%                                               | 3%+                                               |
| أكادير                                            | 01۔ 2009                                          |                                                   | 50%                                               | 3%+                                               |
| فاس                                               | 01۔ 2008                                          |                                                   | 28%                                               | 8%+                                               |
| فاس                                               | 01۔ 2009                                          |                                                   | 31%                                               | 8%+                                               |
|                                                   |                                                   |                                                   |                                                   |                                                   |

تحتل السياحة الريادة في قطاع الخدمات، حيث درت على البلاد ما قدره 59 مليار درهم (8.16 مليار دولار) سنة 2007 وزار البلاد 7,407,617 مليون سائح مع ارتفاع يقدر بحوالي 13% بالمقارنة مع السنة السابقة، أي ما يقدر بحوالي 16,893,803 ليلة.
تعتبر مراكش المدينة السياحية الأولى تليها مدينة أكادير ثم كال من طنجة، الدار البيضاء، فاس، ورزازات، الرباط، تطوان، مكناس، و الصويرة.
يعتبر المغرب عضوا بالمجلس التنفيدي للمنظمة العالمية للسياحة وذلك منذ المناظرة الدولية للسياحة التي نظمت من طرف المنظمة العالمية للسياحة ما بين 23 و 29 سبتمبر 2007 بمدينة قرطاجنا شمال كولومبيا، حيث تم اختيار المغرب يوم 26 سبتمبر من عام 2007 كعضو جديد لمدة 4 سنوات بالمجلس التنفيذي للمنظمة. وقد تم اقتراح المغرب كطرف في لجنة الإحصائيات للحساب الساتل للسياحة التابع للمجلس التنفيذي نظرا لخبرته في ميدان الدراسات والأبحاث المتعلقة بمساهمة السياحة في الناتج الداخلي الخام.
بحسب تقرير لمجلة إنترناشونل ليفينغ [الإنجليزية] الخاصة بسياحة المتقاعدين، فقد تصدر كل من المغرب وتونس -بنفس عدد النقاط- الدول العربية في مؤشر جودة الحياة لسنة 2011.

### القطاع الثالث

#### القطاع المالي والمصرفي

شعار بنك التجاري وفا بنك

تنقسم البنوك المغربية إلى إحدى عشر بنكا خاصا وخمسة بنوك عامة. وتسيطر ستة بنوك خارجية على أقل من 2 في المائة من موجودات القطاع المصرفي المغربي، في حين ما زالت الحكومة المغربية تسيطر على حوالي 23 في المائة من موجودات القطاع، ولكن انخفضت حصة موجودات الحكومة من موجودات القطاع المصرفي على مدار الأعوام الماضية وذلك من خلال بيع أسهما إلى الجمهور. وتتمثل البنوك المغربية الخارجية في التجاري الدولي وهو يخضع لإشراف بنك التجاري وفا، بنكا طنجة الدولي و البنك المغربي للتجارة والصناعة اللذان يعملا تحت مظلة بنك بي أن بي باريبا، بنك سوسييتيه جينيرال طنجة، البنك المغربي للتجارة الخارجية والبنك الشعبي الدولي الخارجي.

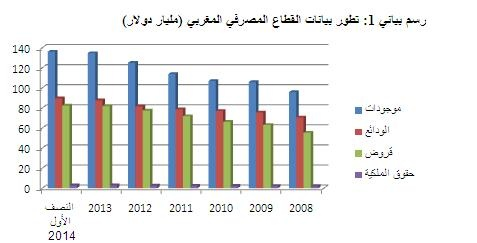
تطورات القطاع المصرفي للمغرب في السنوات الأخيرةالبنك

#### التجارة الداخلية
يعكس القطاع التجاري الوجه الحقيقي للاقتصاد المغربي وتلعب التجارة الداخلية دورا مهما في الاقتصاد المغربي، حيث تساهم ب 12.8% من الناتج الداخلي الإجمالي وتساهم في خلق فرص شغل أزيد من مليون و 200 ألف شخص، بالإضافة إلى أنها تساهم في سد حاجيات السكان عن طريق توزيع المنتوجات الفلاحية والصناعية. تغطي التجارة الداخلية جميع التراب المغربي، وهي إما تقليدية تتم في الأسواق الأسبوعية و الدكاكين الصغيرة والعربات المتنقلة أو تجارة عصرية تتم في المساحات التجارية الكبرى والمتاجر الكبرى والمتوسطة. وتواجه التجارة الداخلية بالمغرب مجموعة من المشاكل، منها:
- ضعف التجهيزات الطرقية (من 58 ألف كلم فقط 11 ألف في مستوى جيد).
- %57 من المجال الريفي، لا تغطيه شبكة الطرق المعبدة لتسهيل عملية الرواج التجاري.
- سيادة القطاع التجاري غير المندمج (40%) الناتج عن انتشار البطالة والذي أصبح ينافس التجارة المنظمة.
- طول المسالك يؤدي إلى ارتفاع الأسعار، ويؤثر في جودة المنتوجات.[37]

#### التجارة الخارجية
تتم التجارة الخارجية عبر التصدير والاستيراد، وتتميز بالمغرب بكون الصادرات هي عبارة عن مواد خام
(%63) وأنصاف منتجات (22%)، مع ازدياد أهمية الأجهزة الكهربائية والإلكترونية (9%). تفسر بنية الصادرات المغربية بأهمية الصناعة الاستهلاكية وتشجيع الدولة للصناعات الجديدة (الإلكترونيك) وأهمية المنتجات الفلاحية التسويقية وارتفاع إنتاج الفوسفاط. أما الواردات فهي عبارة عن مواد تجهيزية و مصادر الطاقة (43%) و مواد غذائية (21%)، ويمكن تفسير بنية الواردات بضعف إنتاج البترول وعدم تطور الصناعة بشكل كاف. تعاني التجارة الخارجية المغربية من عجز في الميزان التجاري، حيث أن الصادرات تفوق وارداته من حيث الحجم لكنها ضعيفة من حيث القيمة.
تعاني التجارة الخارجية المغربية من عجز في الميزان التجاري، حيث أن الصادرات تفوق الواردات من حيث الحجم لكنها ضعيفة من حيث القيمة.

#### السياحة

رمز وشعار السياحة بالمغرب

تحتل السياحة في قطاع الخدمات موقع الريادة حيث درت على البلاد ما قدره 7,69 مليار دولار سنة 2007 وتلعب دوراً هاماً في اقتصاد المغرب.
توجد بالمغرب العديد من مواقع التراث العالمي: الموقع الأثري لوليلي، قصر آيت بن حدو، مازاكان (الجديدة)، المدينة العتيقة للصويرة، المدينة القديمة في فاس، المدينة العتيقة لمراكش، المدينة العتيقة لتطوان، المدينة التاريخية لمكناس، الفضاء الثقافي لساحة جامع الفنا، مدينة طنجة ومدينة طانطان.

#### تحويلات المغاربة القاطنين بالخارج
تقدر الجالية المغربية القاطنة خارج الوطن بأكثر من ثلاث ملايين نسمة وكانت تعتبر طيلة السنوات الأخيرة أول مصدر للعملة الصعبة إلا أن عائدات السياحة سنة 2007 والتي تقدر ب7,69 مليار دولار فاقت تحويلات المغاربة التي تقارب 7 ملايير دولار.
ولقد أصبحت هذه الجالية تحظى باهتمام متزايد في الأوساط السياسية لما تلعبه من دور حيوي في تنمية اقتصاد البلاد.

#### الشبكة الطرقيّة

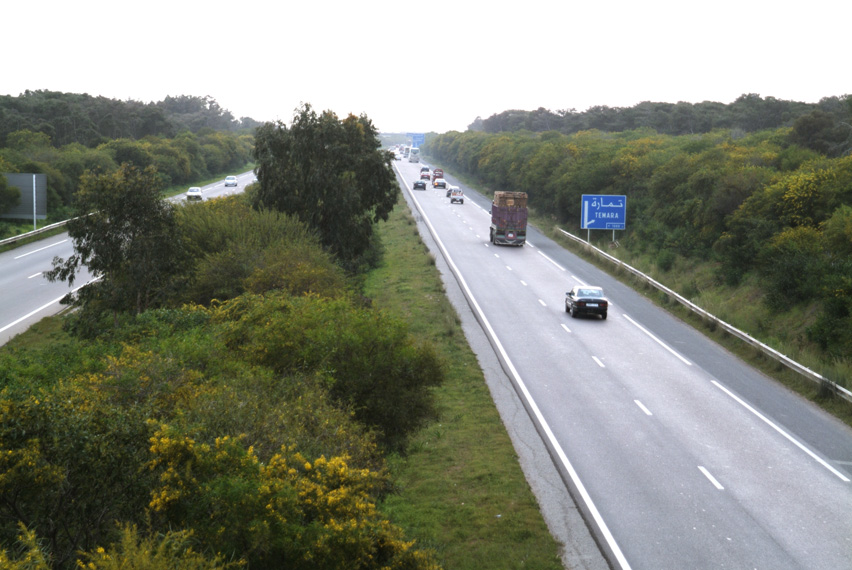
طريق سيار يمر بمدينة تمارة

يتوفر المغرب على بنية طرقية مهمة ومتنوعة، شهدت خلال السنوات الأخيرة تطوراً كبيراً، تمثل في توسيع وتمديد الطرق السيارة، وتهيئة الطرق الوطنية والجهوية. ويعتبر قطاع النقل قطاعاً اقتصادياً استراتيجياً، حيث يساهم ب6% من الناتج الوطني الخام، ويُشغل 10% من الساكنة النشيطة الحضرية، ويستثمر 25% من الطاقة المستهلكة بينما يوفر 15% من المداخيل المالية لخزينة الدولة. يبلغ طول شبكة النقل المغربية 53,227 كم، منها 32,085 كم مُعبدة بنسبة 60% و 21,142 كم غير معبّدة بنسبة 40%.

#### النقل الجوي

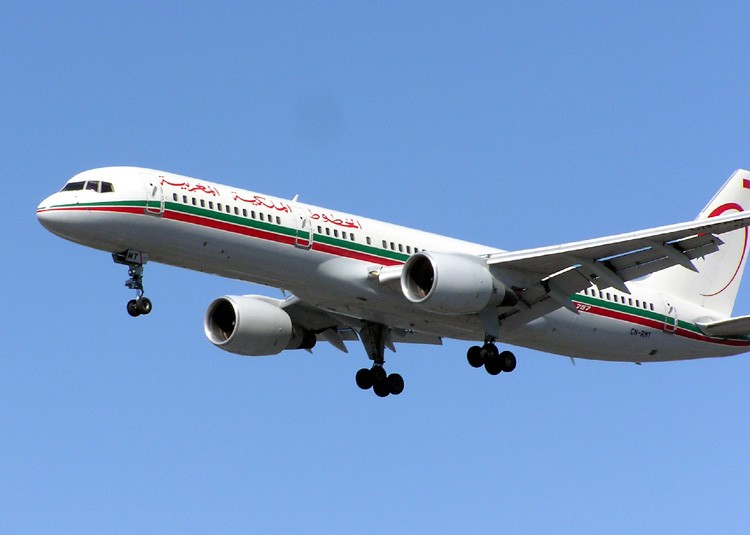
طائرة بوينغ 757 تابعة للخطوط الجوية الملكية المغربية

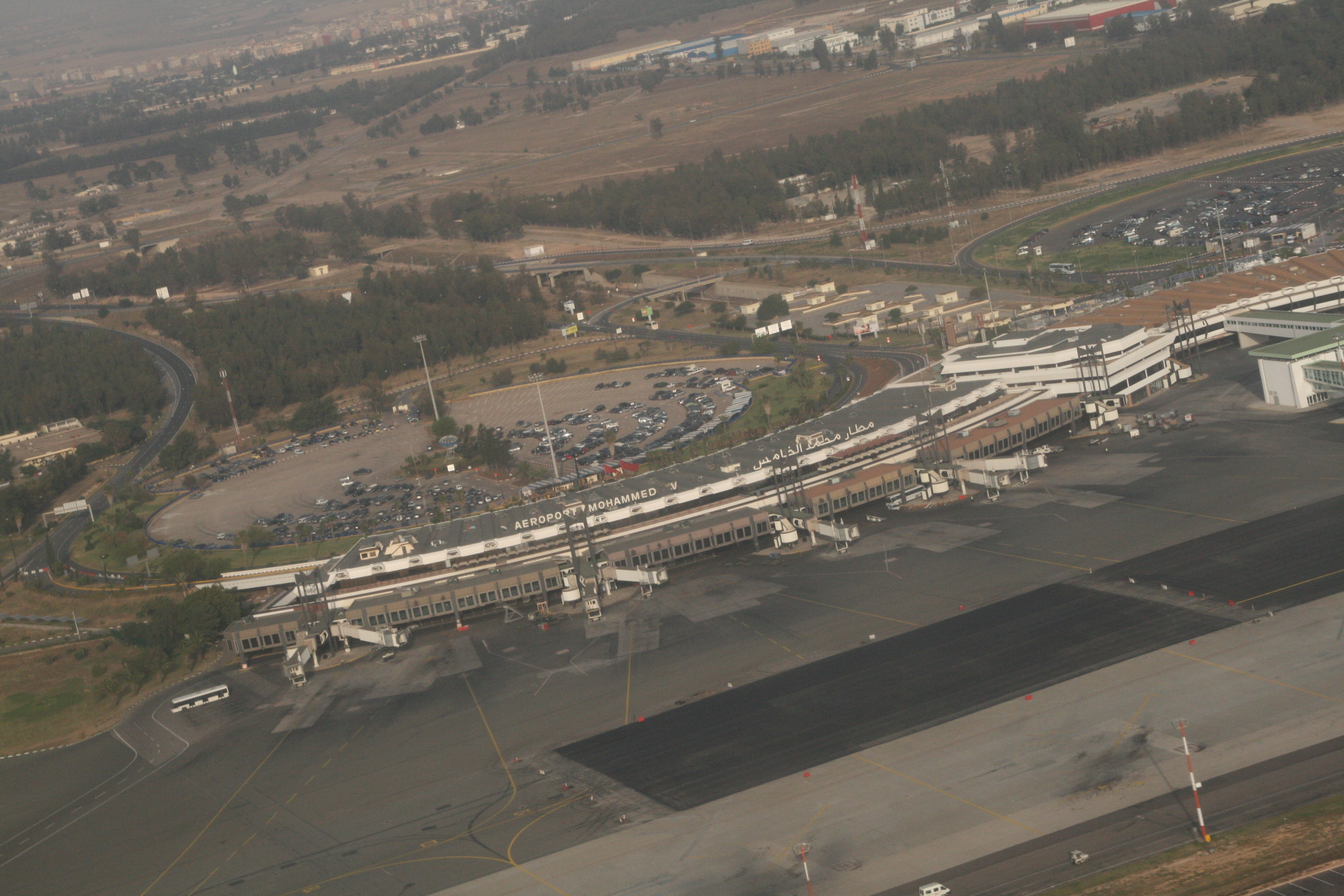
صورة جوية لمطار محمد الخامس الدولي، أهم مطار بالمغرب والأكثر نشاطاً.

يتوفر المغرب على 36 مطار منها 11 دولي في كل من أكادير والدار البيضاء، فاس، مراكش، وجدة، الرباط، طنجة، تطوان، الناظور والداخلة والعيون. وتحط بالمغرب اليوم طائرات تابعة لخمس وأربعين شركة دوليّة من 32 بلدا و 52 وجهة. أكثر من 10 ملايين راكب يهبطون كلّ سنة على المطارات ال11 الدّوليّة للمملكة التي لديها اليوم سعة تصل إلى 38.000 راكب في اليوم الواحد، هذه السّعة ستصل إلى 48.000 راكب في اليوم الواحد بفضل تحرير النقل الجوّيّ. ويعرف قطاع الطيران بالمغرب تطوراً ملحوظاً حيث تعتبر الخطوط الجوية الملكية المغربية من أبرز شركات الطيران في شمال إفريقيا والشرق الأوسط، وقد حازت على لقب أفضل شركة طيران بإفريقيا لثلاث سنوات على التوالي حسب تصنيف هيئة سكيتراكس البريطانية.
| المطار                     | المنطقة         | الجهة                  | إياتا | إيكاو     |
| -------------------------- | --------------- | ---------------------- | ----- | --------- |
| مطار محمد الخامس الدولي    | الدار البيضاء   | الدار البيضاء سطات     | CMN   | GMMN      |
| مطار فاس سايس الدولي       | فاس             | فاس مكناس              | FEZ   | GMFF      |
| مطار تطوان سانية الرمل     | تطوان           | طنجة تطوان الحسيمة     | TTU   | GMTN      |
| مطار أكادير المسيرة الدولي | أكادير إداوتنان | سوس ماسة               | AGA   | GMAD      |
| مطار طنجة ابن بطوطة الدولي | طنجة أصيلة      | طنجة تطوان الحسيمة     | TNG   | GMTT      |
| مطار مراكش المنارة الدولي  | مراكش           | مراكش آسفي             | RAK   | GMMX      |
| مطار وجدة أنجاد            | وجدة            | الشرق                  | OUD   | GMFO      |
| مطار الرباط سلا            | الرباط          | الرباط سلا القنيطرة    | RBA   | GMME      |
| مطار العيون الحسن الأول    | العيون          | العيون الساقية الحمراء | EUN   | GMML      |
| مطار الداخلة               | الداخلة         | الداخلة وادي الذهب     | VIL   | GMMH/GSVO |
| مطار الناظور العروي        | الناظور         | الشرق                  | NDR   | GMMW      |

#### السكك الحديديّة

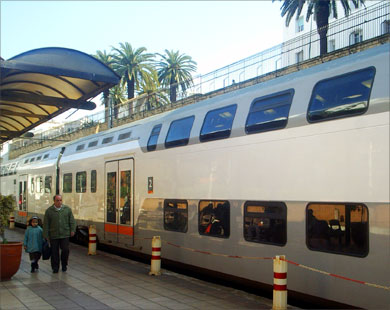
قطار في محطة الرباط الرئيسية

توجد بالمغرب 97 محطة قطار، و 1900 كيلومتر من السكك الحديدية و 15 مليون راكبًا في السّنة. القطارات ستسمح للمسافرين أن يتحرّكوا بين مختلف مدن المملكة بسهولة. مشروع التجديد الذي بدأه المكتب الوطني للسكك الحديدية سيمكن المغرب من التوفر على 2100 كلم من السكك في 2010 وسعة ستصل إلى 235.000 راكب في اليوم الواحد. ويقدم المكتب الوطني للسكك الحديدية عبر قطاراته العديد من الخدمات. وكذلك دشن الملك محمد السادس خط البراق الفائق السرعة الذي يعد أول قطار من هذا النوع في قارة أفريقيا والدول العربية.

#### السفن

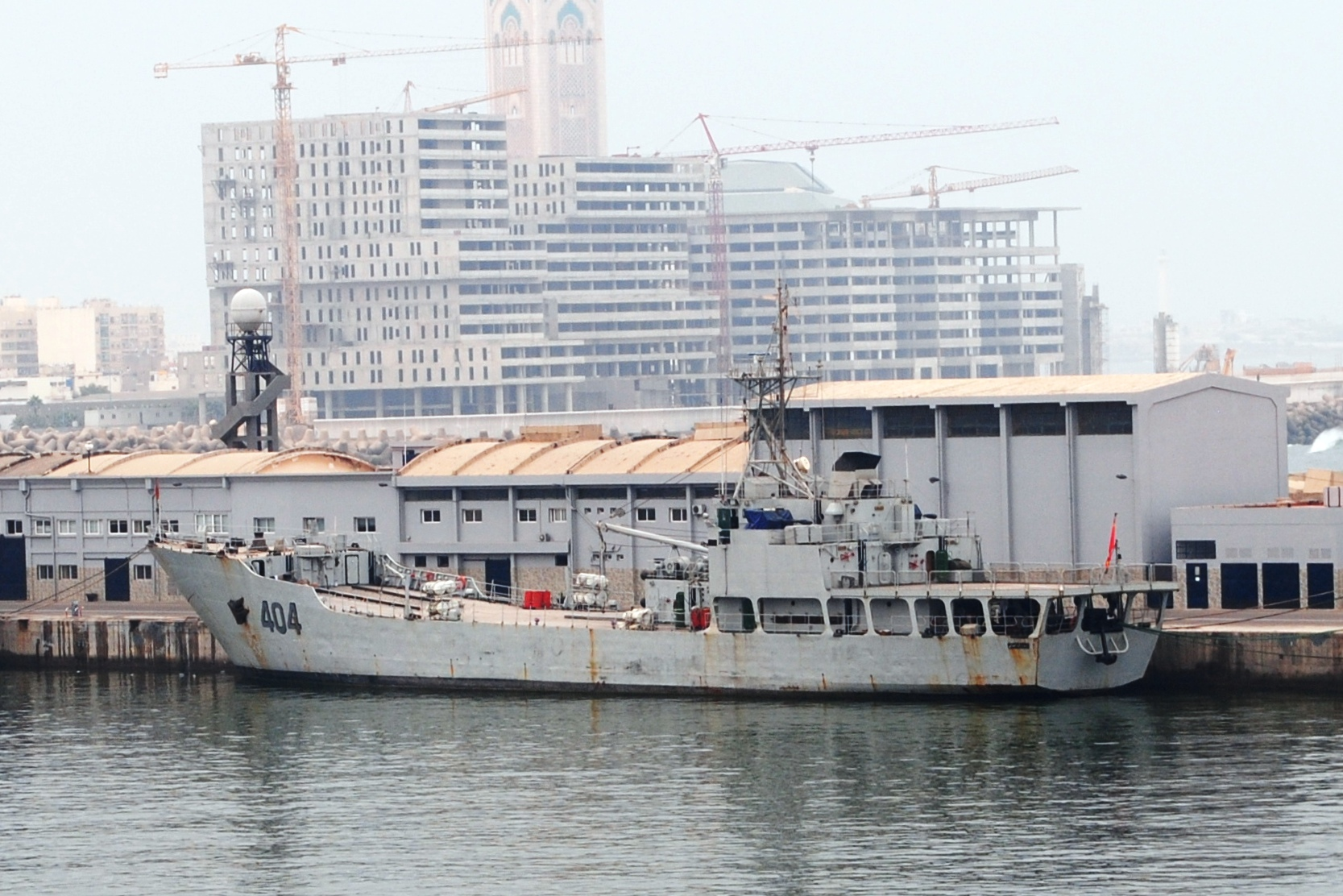
النقل البحري في المغرب

تفصل سواحل طنجة عن السّواحل الجنوبيّة في إسبانيا 15 كيلومتر، ومن هناك يمكن الانظلاق لعبر مضيق جبل طارق بالباخرة إلى طنجة (ساعتين ونصف) أو سبتة (ساعة ونصف). وبإمكان المسافر كذلك الانطلاق مباشرة من جنوب فرنسا عبر سبتة لأن العبور من سبتة إلى طنجة أو من الميراً إلى الناظور أو مليلية يتم خلال 36 ساعة.
يعبر هذه المسافة كل سنة أكثر من 3 ملايين راكب على مثن بواخر مكوكية. تستقبلها موانئ مجهزة لهذا الغرض فلدى المنطقة الشّماليّة للمغرب 11 رصيف للبواخر المكوكية مقسمة على 3 مواني: طنجة والناظور و الحسيمة بسعة 80.000 راكب في اليوم الواحد. ستصل هذه السّعة إلى 110.000 راكب في اليوم الواحد في 2007 بعد نهاية الأعمال بالميناء الثّاني لطنجة.

## الأداء السوسيو اقتصادي

### البطالة وسوق الشغل
أسباب البطالة في المغرب ترجع إلى عجز القطاع العام عن استيعاب الأيدي العاملة الجديدة بالمغرب، وعدم قدرة القطاع الخاص على توفير البديل للدور الذي كان يلعبه هذا القطاع، بالإضافة إلى ضعف معدل النمو في القطاع الزراعي، بسبب التغيرات المناخية، فضلا عن عدم كفاية الاستثمارات التي يتم ضخها في شرايين الاقتصاد لاستيعاب الأيدي العاملة. بطالة متفشية تأتي البطالة في صدارة المشكلات الاقتصادية والاجتماعية التي يعاني منها المغرب، والتي تتفاقم عاما بعد عام، وتؤدي إلى آثار اجتماعية سلبية، ويرى مراقبون أنها يمكن أن تمثل خطورة على الأمن القومي المغربي. وحسب تقرير أصدرته المندوبية السامية للتخطيط، بلغ معدل البطالة في المغرب في يونيو 2005 نسبة 11.3% بزيادة قدرها 1.6% عن مستواه قبل عام، وأن إجمالي عدد العاطلين عن العمل بلغ 1.239 مليون شخص. وخلال الثلاثة أشهر الأولى من عام 2005 تراجع التوظيف في قطاعي الصناعة والزراعة، حيث فقد قطاع الزراعة نحو 33 ألف فرصة عمل؛ بسبب الجفاف، بينما سجل قطاع الصناعة انخفاضا بأكثر من 9% من موارده من الأيدي العاملة، بسبب فقدان قطاع النسيج والملابس 95 ألف فرصة عمل. ويقول مراقبون للشأن المغربي أن أزمة البطالة مرشحة للتصاعد بحدة في السنوات القادمة، وبخاصة بعد المشكلات التي تواجه قطاع في المغرب، حيث تجبره المنافسة الآسيوية على التخلي عن أعداد كبيرة من العمال.
سوق العمل في المغرب يشهد منذ فترة تحولا جديدا فمن أصل 225 تخصصا مهنيا تبقى 114 تخصصا فقط وفق آخر مراجعات متطلبات السوق يتركز أغلبها في مجالات صناعة السيارات والإلكترونيات والسياحة الفندقية والصناعات التقليدية.

### مستوى المعيشة والتفاوتات الاجتماعية
المغرب من أكثر بلدانِ العالم التِي تتدنى فيها تكلفة المعيشة، حتى أن المملكة تحل في المرتبة الرابعة عشرة بين الدول الخمس عشرة ذات التكلفة الأدنى في المعيشة، ذاك ما كشف عنه تقرير دولي أصدرته موقع «موف هوب» البريطانِي المختص. التقرير الذِي يقيس تكلفة المعيشة في مجمل دول العالم؛ استنادا إلى سعر سلة الغذاء والنقل والطعام، وجوانب أخرى، يورد المغرب والجزائر وتونس ومصر وسوريا أكثر بلدان تتدنى فيها تكلفة المعيشة بالعالم العربي.

#### التفاوت الاجتماعي
المغرب لازال يسجل نسب مرتفعة على مستوى الفوارق الاجتماعية، إذ ارتفعت نسبة المؤشر الجيني من 39 إلى 40.9%، وأبرز بركة أن هذه النسبة المسجلة تبقى قليلة، مقارنة مع دول أخرى، رغم معدلات النمو المرتفعة التي تحققها.

## مناخ الأعمال
لضمان إطار يتسم بالوضوح والشفافية، وملائم للاستثمار لفائدة الفاعلين الوطنيين والدوليين، تم في شهر دجنبر 2009 إحداث اللجنة الوطنية لمناخ الأعمال. ويرأس السيد الوزير الأول هذه الهيئة الرفيعة المستوى المؤلفة من ممثلين عن القطاعين العام والخاص. وقد أنيطت باللجنة مهمة بلورة وتنفيذ التدابير الكفيلة بتعزيز جاذبية المغرب للاستثمارات. مناخ الأعمال في المغرب قد تحسن، مشيرا إلى أن المملكة تقدمت. وأكد صندوق النقد الدولي أن المغرب تقدم أيضا 5 بخمسة مراكز في تقرير 2014-2015 حول التنافسية العالمية، ليحتل المرتبة 72 بفضل الاستقرار الاجتماعي والسياسي وتنويع الاقتصاد وتعزيز الصادرات ذات القيمة المضافة وتحديث بيئة الأعمال خلال السنوات الأخيرة، وتقليص عجز الميزانية لسنتي 2012 و2013.

## التحديات الاقتصادية
يواجه الاقتصاد المغربي العديد من التحديات، مثل تفشي الفساد وارتفاع النفقات العمومية، إضافة إلى استمرار العجز الحاصل في الميزانية[ ؟ ]، والمديونية العامة التي تجاوزت 50% من الناتج الداخلي الإجمالي، وفي الوقت نفسه لا تزال الجهود المبذولة حاليا لمكافحة الفساد فضلا عن إستراتيجية محاربة اقتصاد الريع، ومجموعة من المخططات الرامية إلى تقوية الصادرات.
تظل مجموعة من التحديات مطروحة على مستوى الاقتصاد المغربي، ولاسيما في ضوء الطبيعة الهيكلية للاختلالات الاقتصادية، مثل عجز الميزان التجاري والارتفاع الكبير لنفقات المقاصة وضعف بعض مؤشرات مناخ الاستثمار. كما يزال الاقتصاد المغربي يعاني بسبب ارتفاع أسعار النفط والمواد الغذائية، وانخفاض الإنتاج الفلاحي.
وبخصوص القطاع الخاص، فإنه يشكل إحدى دعائم الاقتصاد الوطني، إذ يسهم في تشغيل أزيد من 90 في المائة من إجمالي مناصب الشغل بالمغرب، بالإضافة إلى مساهمته الكبيرة في الناتج الإجمالي الخام.
وفي ظل هذه المؤشرات المهمة يعرف القطاع العديد من النواقص تعيق تطوره وتنافسيته، ويتعلق الأمر بالثقل الضريبي ومنافسة القطاع غير المهيكل، وكلفة الفساد، فضلا عن بعض مكامن الخلل في مناخ الاستثمار.

## البيئة

### الغطاء النباتي
يغلب على الغطاء النباتي الطابع المتوسطي. فالمناطق الجبلية تعرف نمو أشجار العرعر و البلوط والأرز ونباتات جبلية أخرى. أما السهول فتعرف نمو أشجار الزيتون والمصطكاء وشجر الأركان الذي ينمو في مناطق واسعة من جبال الأطلس حيث ينفرد به المغرب عن باقي دول العالم. في حين يكثر نبات الحلفة والشيبة[ ؟ ]بالمناطق الداخلية، وتبقى الواحات بالمناطق الجنوبية المكان المثالي لنمو النخيل.

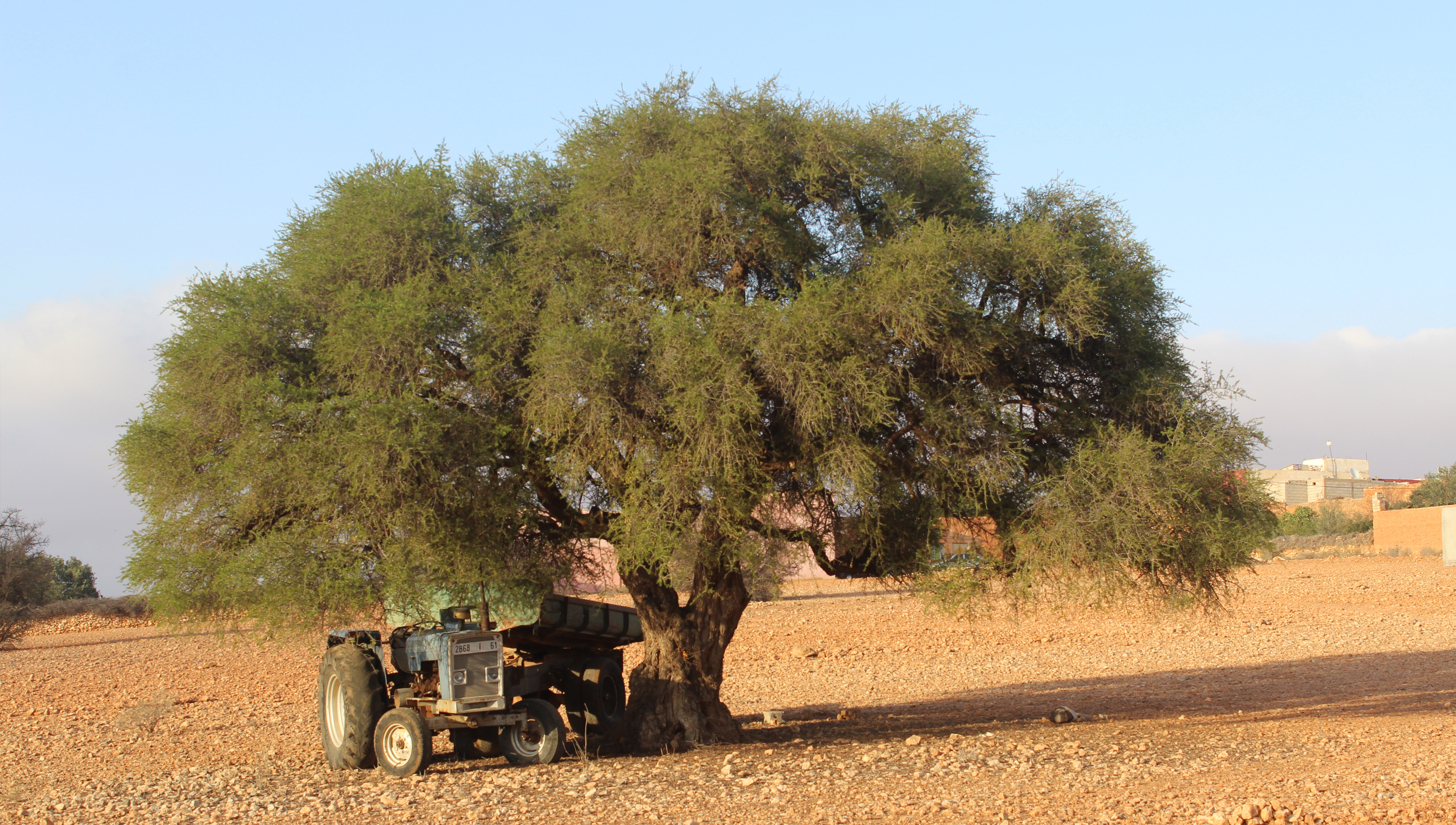
شجرة أركان بدوار إدوبلا، دراركة، سوس ماسة

يواجه المغرب مشكل التصحر حيث يفقد 31 هكتار من غاباته في السنة ولا يطال هذا المشكل فقط المناطق الجنوبية بل حتى الشمالية حيث فقدت غابة المعمورة أكثر من نصف مساحتها منذ 1920 وخصوصا في الفترة من 1951 (مائة ألف هكتار) حتى 1992 (ستين ألف هكتار). أما في الجنوب كما هو معروف، فقد زحفت الرمال على 280 ألف هكتار لتصل إلى واحتي درعة وزيز وأصبح 1500 نوع من النباتات مهددا بالانقراض أغلبها من النباتات التي لا توجد إلا في المغرب. ومن أهم أسباب التصحر تناقص موارد الماء بفعل التغيرات المناخية بوتيرة 7% منذ 1992 والاستخراج العشوائي لهذه المادة الحيوية اللازمة لتطور الغطاء النباتي وكذا الرعي الجائر وحث التربة الناجم عن التقنيات الفلاحية غير الملائمة لتربة المنحدرات وازدياد ملحية التربة واستنزاف الغابات. كل هذه الأسباب زادت من وتيرة التصحر حتى 30000 هكتار في السنة وأغلبها من أراضي الغابات.

### الحياة البرية

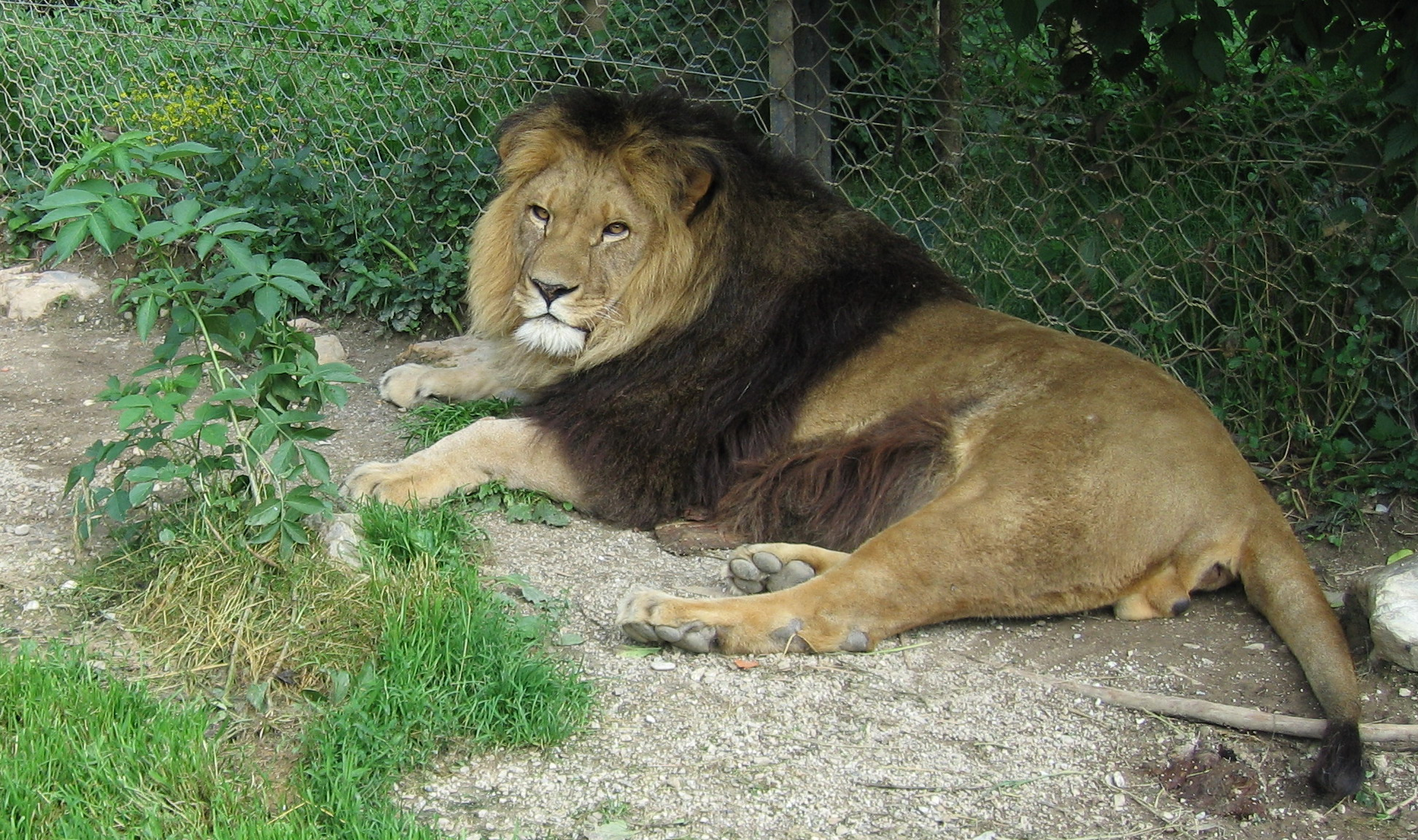
أسد بربري بحديقة الحيوانات

يشتهر المغرب بتنوع الثروة الحيوانية البرية فيه، نظرا لموقعه وجغرافيته المميزة التي تسمح لفصائل وأنواع مختلفة يمكن العثور عليها في أفريقيا وأوروبا من العيش فيه. تمثل الطيور أهم جزء من الثروة الحيوانية المغربية. تتألف الثروة الطيرية في المغرب من 454 نوعا، 5 منها تم إدخالها إلى البلاد من قبل البشر، و156 تعتبر نادرة. ومن أبرز الثدييات البرية بالبلاد: الأسد البربري، الذي يعرف أحيانا بالأسد المغاربي أو أسد الأطلس، وهو إحدى سلالات الأسود المنقرضة في البرية، وهو نفس السلالة التي استخدمها الرومان في حلبات المجالدة في روما وبعض المدن الكبرى في الإمبراطورية الرومانية.

## وصلات خارجية
- موقع وزارة الاقتصاد والمالية المغربية
- موقع الخزينة العامة للمملكة المغربية
- موقع بنك المغرب
- موقع المديرية العامة للضرائب